# 小南海泉
36°02′15″N 114°6′31″E / 36.03750°N 114.10861°E
小南海泉，位于中华人民共和国河南省安阳市龙安区善应镇（原属安阳县）西南，杨家坪村以东小南海古庙下的洹河河谷中，泉域面积934.6平方千米，年均涌水量1.3亿立方米，是河南省的大泉之一。泉水主要源自西部山区及林州盆地的降水渗入与河流渗漏，经中部低山区，于洹河河谷区涌出。历史上很早就有用泉水灌溉农田的记载，现在仍是安阳市重要的生活生产用水水源地。同时小南海泉周边人文、自然景观众多，属于小南海景区的重要组成部分